# Lac Moero
Ne doit pas être confondu avec le Lac Mweru Wantipa ou le Lac Moéris
Le lac Moero (aussi écrit lac Mwero ou lac Mweru) est un lac situé à la frontière entre la république démocratique du Congo et la Zambie, à environ 150 kilomètres au sud du lac Tanganyika, au sud des monts Mugita dans le bassin du fleuve Congo. 

## Géographie
Il mesure environ 96 kilomètres de long pour 45 kilomètres de large, orienté nord-est / sud-ouest, d'une superficie de 4650 km². Il a une profondeur maximale de 37 mètres.
Il est principalement alimenté par la rivière Luapula (elle-même issue du Lac Bangwelo), qui provient d'un marécage au sud du lac. L'émissaire du lac est la rivière Luvwa, qui alimente la Lualaba, qui est en fait le nom donné au fleuve Congo dans sa partie supérieure. Le lac inclut l'île de Kilwa dans sa partie sud. 
Le lac fut longtemps isolé, seules des pistes y menaient, tant du côté zambien que congolais. Depuis 1987, une route bitumée a été construite jusqu'au village zambien de Nchelenge, et la population aux alentours croît rapidement, profitant de la pêche dans le lac. 
Les principales localités situées sur la rive congolaise sont Pweto et Kilwa.